# ویو بازبی
ویو بازبی (انگلیسی: Viv Busby؛ ۱۹ ژوئن ۱۹۴۹ – ۸ مهٔ ۲۰۲۴) بازیکن فوتبال اهل بریتانیا بود.
از جمله باشگاه‌هایی که وی در آنها بازی کرده‌، می‌توان به باشگاه فوتبال استوک سیتی، باشگاه فوتبال یورک سیتی، باشگاه فوتبال بلکبرن روورز، باشگاه فوتبال فولام، باشگاه فوتبال لوتون تاون، باشگاه فوتبال شفیلد یونایتد، باشگاه فوتبال نوریچ سیتی، باشگاه فوتبال نیوکاسل یونایتد، و باشگاه فوتبال وایکام واندررز اشاره کرد.